# Тепиз
Тепиз (укр. Тепіз, крымскотат. Tepiz, Тепиз) — исчезнувшее село в Раздольненском районе Республики Крым, располагавшийся на севере района в степном Крыму, у берега Каркинитского залива Чёрного моря, примерно в 3 километрах северо-западнее современного села Чернышёво.

## История
Впервые в исторических документах селение, как соляной промысел при Тенпизском озере Умера Мурзы Мансурского Коджанбакской волости Евпаторийского уезда, встречается в Статистическому справочнику Таврической губернии. Ч.II-я. Статистический очерк, выпуск пятый Евпаторийский уезд, 1915 год, согласно которому на нём в 1 дворе числилось 10 человек приписных жителей и 120 — «посторонних». После установления в Крыму Советской власти, по постановлению Крымревкома от 8 января 1921 года № 206 «Об изменении административных границ» была упразднена волостная система и в составе Евпаторийского уезда был образован Бакальский район, в который включили село, а в 1922 году уезды получили название округов. 11 октября 1923 года, согласно постановлению ВЦИК, в административное деление Крымской АССР были внесены изменения, в результате которых округа были отменены, Бакальский район упразднён и село вошло в состав Евпаторийского района. Согласно Списку населённых пунктов Крымской АССР по Всесоюзной переписи 17 декабря 1926 года, в селе Тепиз, Ак-Шеихского сельсовета Евпаторийского района, числилось 14 дворов, из них 6 крестьянских, население составляло 45 человек, из них 17 украинцев, 27 русских, 1 еврей. Постановлением ВЦИК РСФСР от 30 октября 1930 года был создан Фрайдорфский еврейский национальный район (переименованный указом Президиума Верховного Совета РСФСР № 621/6 от 14 декабря 1944 года в Новосёловский) (по другим данным 15 сентября 1931 года) и село включили в его состав, а после создания в 1935 году Ак-Шеихского района (переименованного в 1944 году в Раздольненский) включили в состав нового. Последний раз Тепиз встречается на карте 1942 года.